# Ablerus stylatus
Ablerus stylatus är en stekelart som först beskrevs av Mercet 1927.  Ablerus stylatus ingår i släktet Ablerus och familjen växtlussteklar. Inga underarter finns listade i Catalogue of Life.